# Albero tecnologico
Un albero tecnologico è una gerarchia presente in alcuni videogiochi che indica l'ordine in cui il giocatore può ottenere le abilità o le unità disponibili. Può essere un ordine fisso oppure seguire un percorso ramificato, come una struttura ad albero, che varia da partita a partita. Per accedere alle abilità più potenti e avanzate il giocatore deve prima ottenere quelle di livello più basso, che sono quindi dei requisiti necessari.
L'albero tecnologico compare soprattutto nei videogiochi strategici, sia a turni sia in tempo reale, dove le abilità consistono proprio in tecnologie possedute dalla fazione controllata dal giocatore, ottenute con la ricerca scientifica o la costruzione di strutture sempre più complesse. Ad esempio, nei primi titoli della serie Civilization, per poter costruire le fabbriche è necessaria la tecnologia dell'industrializzazione; a sua volta, per poter ricercare l'industrializzazione è necessario prima aver inventato le ferrovie e le banche. In alcuni giochi è possibile, solo in particolari circostanze favorevoli, ottenere direttamente delle abilità avanzate saltando alcuni passi dell'albero; nel caso di Civilization, ad esempio, tramite lo spionaggio delle tecnologie già possedute dagli altri giocatori.

## Storia
Un precoce esempio di albero tecnologico si trova nel gioco da tavolo Civilization (Hartland Trefoil, 1980). Il primo albero tecnologico vero e proprio in un videogioco viene attribuito a Sid Meier's Civilization (1991).

## Vantaggi
Gli alberi tecnologici hanno molte caratteristiche che permettono di rendere il design del gioco più interessante. Di seguito si ricordano le principali.
Anzitutto con questi meccanismi è possibile realizzare un albero di decisione, per dare al giocatore diverse scelte che aumentano la profondità strategica del gioco. Un albero molto intrecciato, ossia con sistemi di requisiti non lineari con legami multipli, è strategicamente interessante perché costringe il giocatore a pianificare bene e in anticipo il suo percorso se vuole raggiungere un certo obiettivo tecnologico. D'altra parte, anche un albero con percorsi più diretti e lineari può essere interessante perché permette al giocatore un'elevata specializzazione. Ad esempio nel celebre Age of Empires, che ha diversi rami tecnologici paralleli e indipendenti, l'obiettivo del designer Rick Goodman era dare ai giocatori la scelta di approfondire molto un ramo dell'albero, anche ignorandone completamente altri.
Gli alberi tecnologici formano anche un meccanismo di sblocco e rivelazione graduale delle caratteristiche del gioco. Unità, edifici, abilità, diventano disponibili un po' alla volta, e questo è utile al designer per creare una campagna, poiché ogni scenario può introdurre nuove parti dell'albero.
L'albero tecnologico stesso può essere un sistema di gratifica e soddisfazione per il giocatore, che ogni tanto riesce a conquistare qualcosa di nuovo, oltre a guadagnare un vantaggio pratico per prevalere sugli avversari.
Non ultimo, l'attraversamento dell'albero dà struttura a una specie di storia, anche all'interno di un singolo livello o in una schermaglia. L'albero può essere uno strumento narrativo, da tre punti di vista (dal generale al particolare):
- nei giochi storici, crea un'evoluzione complessiva parallela (o alternativa) a quella della storia del mondo reale, quindi riconoscibile dal giocatore;
- supporta la tipica struttura composta da un inizio umile, uno sviluppo pieno di eventi e scelte, e una conclusione di grande potenza;
- crea molti obiettivi di breve termine e quindi coinvolgimento per il giocatore.